# Parsa District
Parsa District er et af Nepals 75 administrative og politiske regioner, betegnet distrikter (lokalt betegnet district, zilla, jilla el. जिल्ला). Parsa er et distrikt i lavlandet Terai, som ligger i Narayani Zone i Central Development Region.
Parsa areal er 1.353 km² og der boede ved folketællingen 2001 i alt 497.219 og i 2007 555.394 i distriktet. Distriktets politiske organ District Development Committee er sammensat gennem indirekte valg, med repræsentation fra hver af de 9-17 administrative enheder ilakaer, hvert distrikt er opdelt i.
Parsa District er endvidere opdelt i 83 udviklingskommuner (lokalt navn: Gaun Bikas Samiti (G.B.S.) el. Village Development Committee (VDC)), hvoraf byer med over 10.000 indbyggere kategoriseres som købstæder (municipalities).
Parsa District er udviklingsmæssigt – gennem anvendelse af FN og UNDP's Human Development Index – kategoriseret som nr. 44 ud af Nepals 75 distrikter.

## Eksterne links
- Kort over Parsa District
- Parsa District sundhedsprofil – fra FN-Nepal (på engelsk) Arkiveret 27. september 2007 hos  Wayback Machine

27°13′N 84°49′Ø / 27.22°N 84.82°Ø